# Le Pandemonium
Le Pandemonium est une huile sur toile de 123 × 185 cm exécutée par le peintre anglais John Martin en 1841. Elle est actuellement exposée au Musée du Louvre à Paris. Le Pandémonium peut être considéré comme l'aboutissement de la carrière de John Martin. En effet, produite vers la fin de sa vie, la peinture reprend le style bien établi de l'artiste qui utilise la peinture d’histoire et de paysage pour ses œuvres.
Ce tableau représente Satan devant la capitale de l'Enfer, le Pandémonium, regroupant une armée de créatures démoniaques. Cette peinture est inspirée du poème épique et biblique Le Paradis perdu de John Milton qui aborde l'origine de l'Homme d'un point de vue chrétien, du péché originel et qui dénonce les valeurs guerrières mises en valeur dans les épopées classiques.

## Histoire de l'œuvre
John Martin est engagé de 1823 à 1827 par l'éditeur Samuel Prowett. Celui-ci lui demande d'illustrer une nouvelle édition du Paradis perdu de Milton. Martin grave à cette occasion des compositions originales pour un total de quarante-huit cartons illustrant tout le livre.
Cette série sur laquelle il va travailler pendant près de 5 ans a donné lieu à de nombreuses gravures préparatoires pour chacun des 48 cartons qu'il produira. C'est ainsi qu'il se retrouve à graver plusieurs fois la scène du Pandémonium sortant de terre. Ce n'est que bien plus tard en 1841 qu'il reprendra cette scène et ses gravures préparatoires pour en faire une peinture.
Le Pandemonium a été exposé pour la première fois en 1841 à la Royal Academy of Art. Il a ensuite été acheté par Benjamin Hick of Bolton, collectionneur d'art et mécène, la même année. En 1843, le tableau a été acheté par J.C. Grundy pour George Whiteley, il a ensuite été transmis à sa descendance. Le Louvre a acquis l'œuvre en novembre 2006 par legs.

## Description de l'œuvre

### La peinture
Ce tableau représente l’une des premières scènes décrites dans Le Paradis Perdu de Milton. Dans son poème, Satan est vaincu par les armées divines et envoyé en Enfer. Il se relève et appelle ses troupes à se rassembler pour lancer une nouvelle offensive contre le Ciel. Milton n’ayant fourni que peu de descriptions de cette capitale imaginaire, ce qui accorda au peintre une grande liberté artistique quant à sa représentation. Pour créer son œuvre, il utilise des tons chauds mais sombres. Par l'utilisation de la technique de clair-obscur et l’effet brumeux donné au paysage, Martin donne un effet d'immensité à la scène représentée. La manière dont les plans sont superposés accentue cet effet,.

Cette peinture de paysage est structurée en trois plan distincts,.

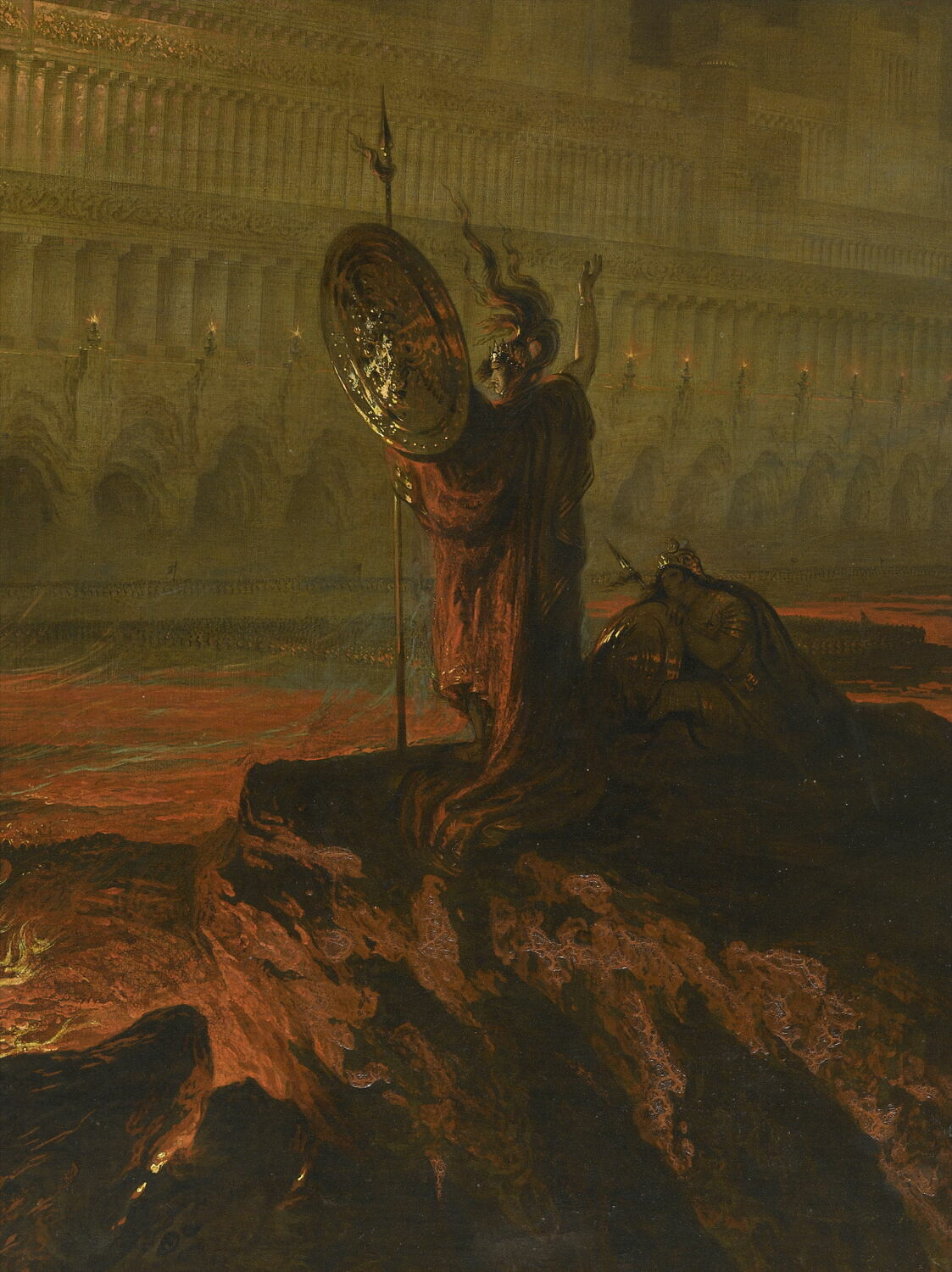
Gros plan de Satan issu du Louvre

Au premier plan, à droite, se dresse Satan se tenant debout sur un rocher avec ses bras levés en direction du ciel. C'est le seul personnage clairement reconnaissable. À ses cotés, assise à sa droite, se trouve une créature que l’on ne peut identifier. Celle-ci est armée, comme Satan, d’un bouclier et d’une lance. Elle semble contempler Satan, ainsi que ce qu’il est en train d’accomplir. Orné d'une couronne dorée, Satan est représenté avec des cheveux flottant dans l'air qui semblent former des cornes. Il porte une toge rouge, un bouclier en or, est armé d'une Hasta. À l'aide d'un souffle, il façonne un palais et semble appeler tous les démons à le rejoindre,,.

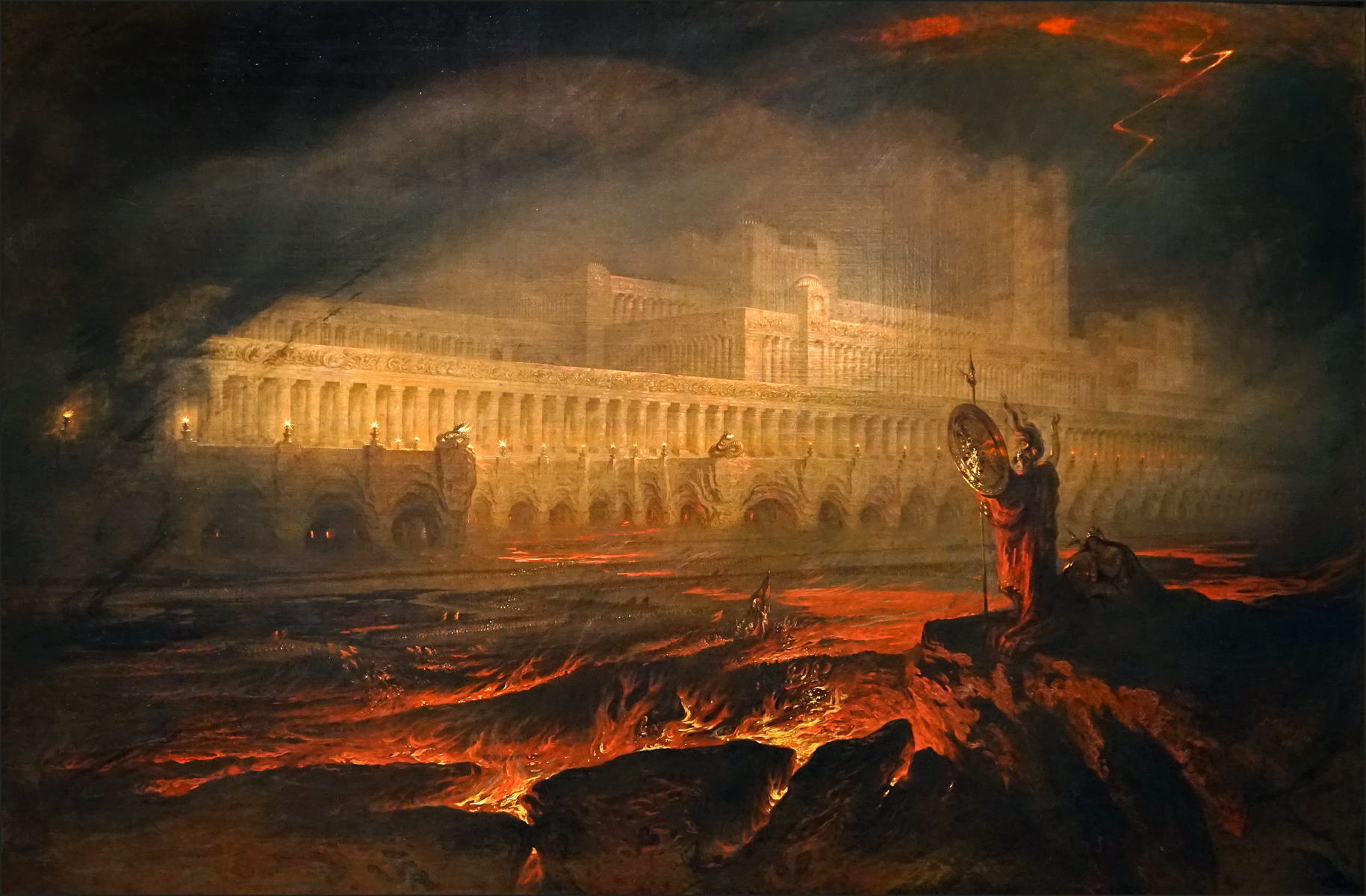
Pandemonium

Au deuxième plan, Martin représente une faille d'où s'échappe une large étendue de lave en fusion de laquelle jaillit quelques flammes. Cela apporte de la luminosité à la composition et contraste avec l'obscurité omniprésente dans la peinture. La troupe de démons rassemblée par Satan y est représentée en contrebas sans que nous puissions décerner chaque être démoniaque. Ils semblent surgir des flammes et se diriger vers le palais sous les ordres de Satan.
Au troisième et dernier plan se trouve un immense palais haut de plusieurs étages. Sur la façade du palais la plus proche, correspondant au premier étage, se trouvent des statues de serpents crachant du feu et rappelant les gargouilles et les chimères. Ceux-ci apparaissent à nouveau dans le cadre dessiné par Martin et créé spécialement pour accueillir cette peinture. Au deuxième étage du palais se trouvent des piliers, éléments architecturaux qui sont semblables aux piliers de l’Antiquité ainsi que des fresques sur la partie supérieure des étages.
Dans le Pandémonium, l’homme est présenté comme insignifiant face à l'immensité du paysage. Ce style graphique est proche de son contemporain Caspar David Friedrich. Si les deux peintres sont souvent mis en relation du fait de leurs styles de peintures assez proches, il faut cependant noter qu'ils ne se sont jamais croisés de leur vivant.

### Le cadre de la peinture

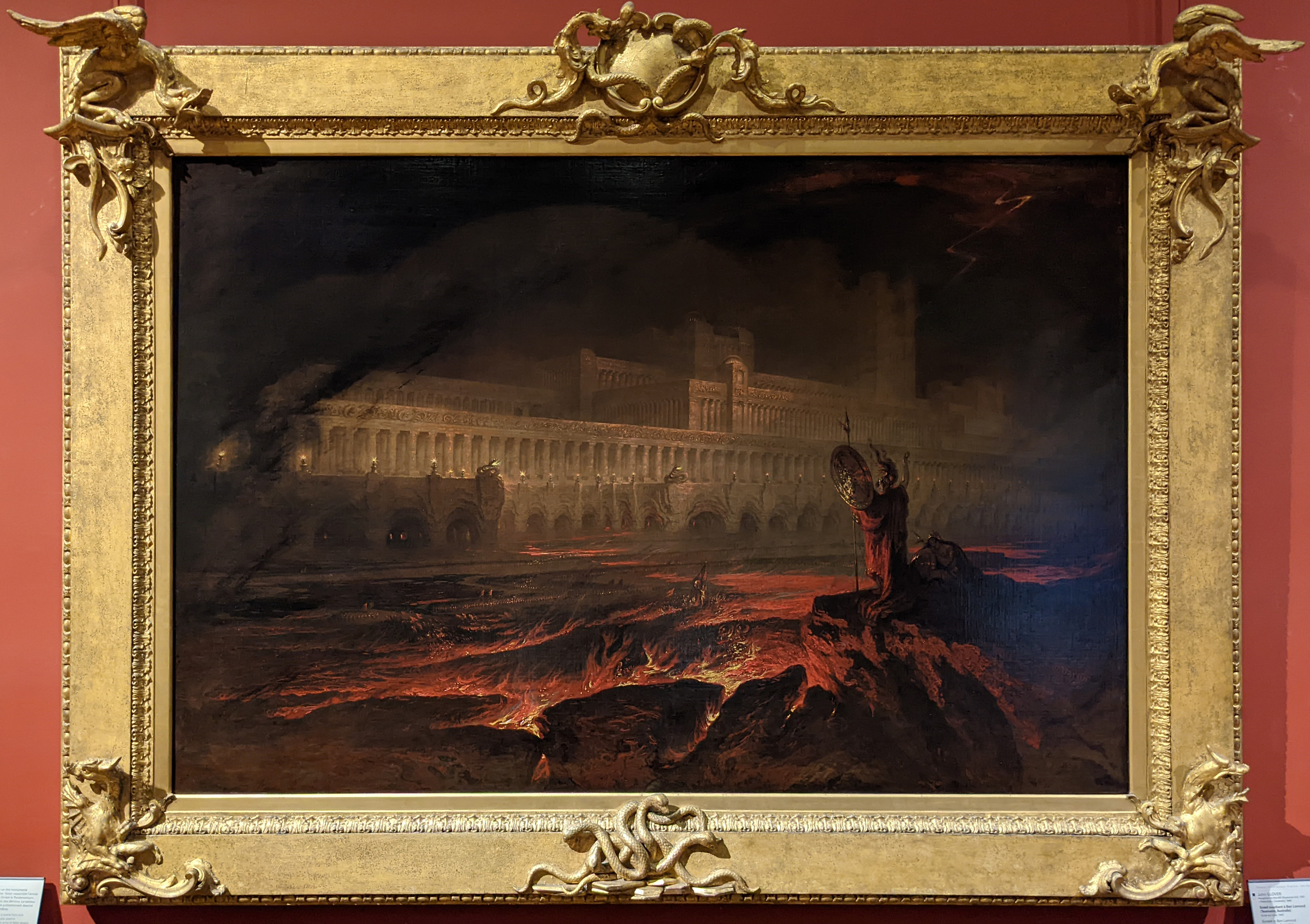
Cadre dessiné par John Martin pour le Pandemonium

John Martin a lui-même dessiné le cadre de son tableau. On peut voir qu'il reprend le thème du diable avec des gargouilles et des dragons représentés sur les bords du cadre. L'idée du péché est aussi mise en avant avec les serpents entremêlés au centre.

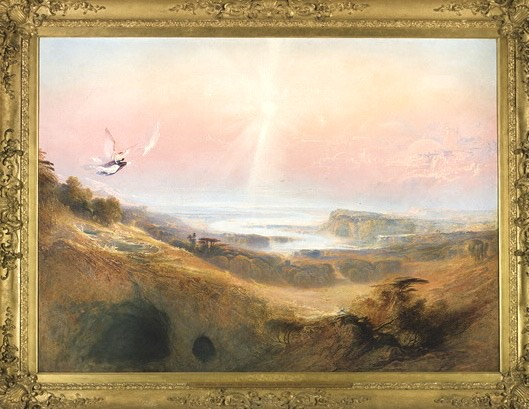
La cité céleste et la rivière de la Félicité, peinture de John Martin de 1841

Il existe un pendant au Pandémonium, La Cité céleste peinte la même année et qui est aussi tiré d’une scène du livre de John Milton. Martin a dessiné un cadre pour cette œuvre mais il n'a soit jamais été réalisé soit il a été perdu car il n'existe plus aujourd'hui.
Le seul autre cadre connu de John Martin actuellement est celui réalisé pour L'apaisement des eaux.

## Différence entre les gravures et la peinture du Pandémonium de John Martin

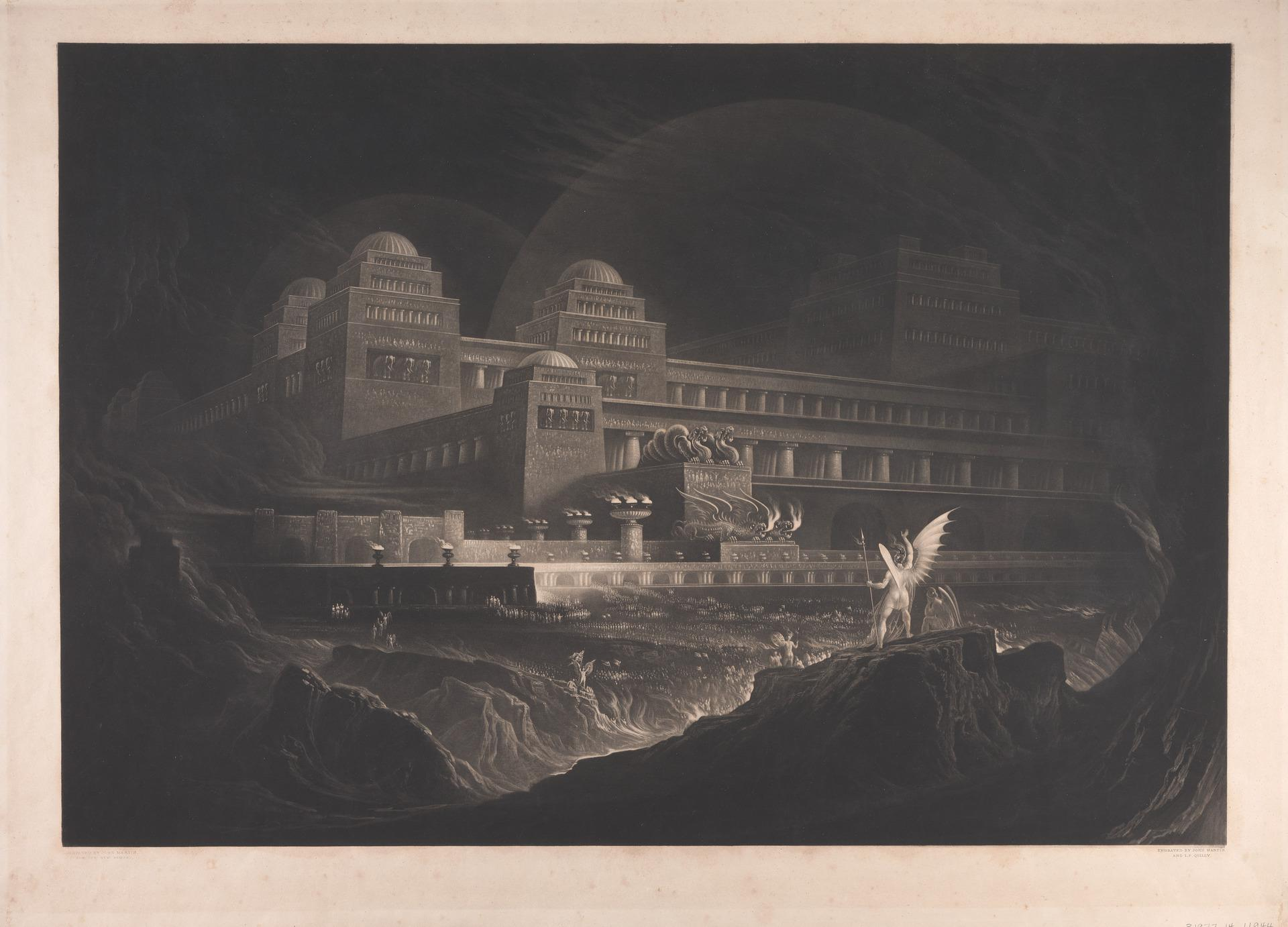
Gravure du Pandemonium de John Martin exécuté en 1831 utilisant la technique de Mezzotinte (48.0 x 70.3 cm)

On peut voir ci-dessous deux des nombreuses gravures du Pandémonium réalisés à l'occasion de sa collaboration avec Prowett. Les deux gravures utilisent la technique de mezzotinte,,.
La composition n'a pas beaucoup changé entre les gravures et la peinture finale : le diable en bas à gauche  debout avec une lance à la main qui fait face au palais avec une mer de feu qui les sépare. Cependant des différences sont visibles : au premier plan Satan est représenté avec des ailes et une créature assisse à ses côtés qui ont ensuite été soustraites de la peinture. Ses vêtements ont aussi subi des changements sur la gravure la toge est plus courte et légère. Satan dans sa globalité est beaucoup plus clair.
Au deuxième plan, on voit plus distinctement certains membres de la troupe qu’il a convoqué, alors que dans la peinture il s’agit d’une masse et il est difficile de les distinguer.

Le palais quant à lui possède une architecture totalement différent. Des statues de chimères crachant du feu sont présentes au lieu des serpents. L’immense tour qui se perd dans la brume est aussi absente des gravures.

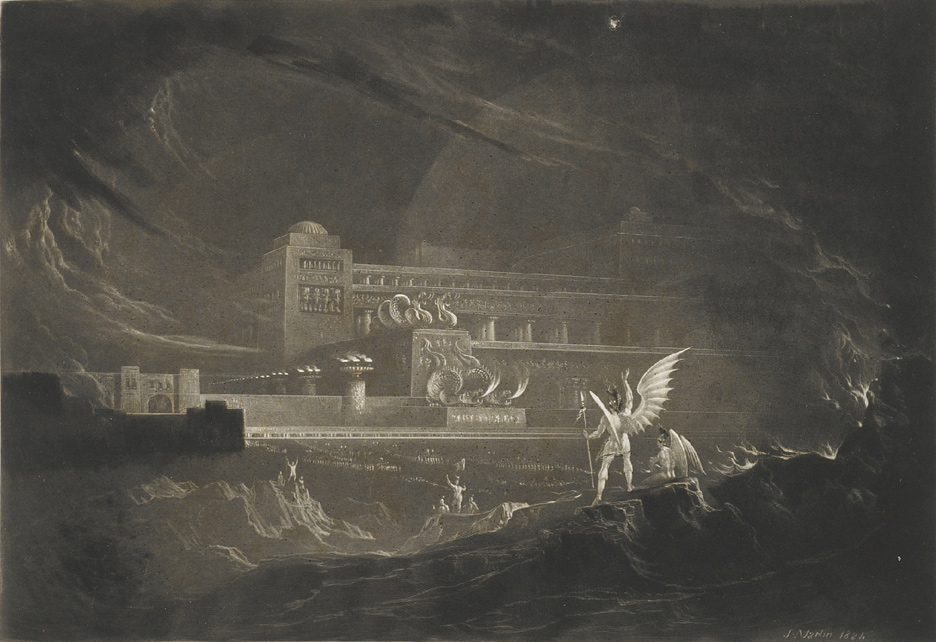
Gravure du Pandemonium de John Martin exécuté entre 1823 et 1827 utilisant la technique de mezzotinte (20.3 x 29.0 cm)

## Origine du mot pandémonium
Ce terme est un néologisme formé à partir de "Πάν" signifiant «tout» et  de "δαίμων" signifiant «démon», Pandemonium signifiant donc "tous les démons".

### Le Paradis perdu de John Milton
Le terme "Pandemonium" n'est apparu dans la langue anglaise qu'en 1667. Ce néologisme fut inventé par Milton pour son poème épique, Le Paradis Perdu.
Le nom du tableau Martin est une reprise direct au terme employé par John Milton. Le terme apparait dans le premier livre de son œuvre Le paradis perdu : le "Pandaemonium, la grande capitale de Satan et de ses pairs."
Pour peindre ce palais Martin a pu gardé une grande liberté d'interprétation vu le peu d'éléments descriptifs donnés par Milton. Le palais est présenté dans son livre comme un "immense édifice [...] bâti ainsi qu'un temple où tout autour étaient placés des pilastres et des colonnes doriques" . John Martin réinterprète ses descriptions et les intègre dans son œuvre : son palais est d'une immensité écrasante et possède des colonnes.

### La représentation du diable

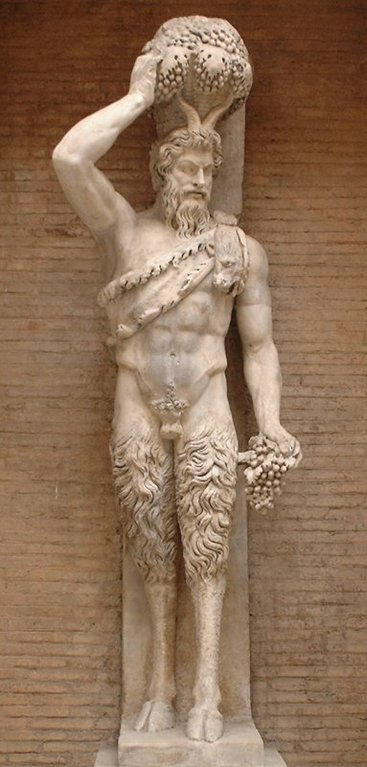
Statue du Pan

Dans ce néologisme, on peut remarquer que "Πάν" a une double signification puisque c'est aussi le nom grec du Dieu Pan dans la mythologie grecque.
Bien que la Bible ne fournisse aucune description physique de Satan, dans le christianisme, le diable prend les traits d'une bête cornue, moitié homme moitié chèvre. Cette représentation correspond à la description de la divinité Pan. Divinité qui est associée à des valeurs méprisées par la chrétienté telle que l'appétit charnel, rapidement associé à l'interdit.
Ses cornes de chèvre, ses sabots fendus et son caractère sulfureux sont devenus le symbole du péché. Elles sont alors associées aux représentations du diable afin de lutter contre le paganisme. Le choix du terme "Πάν" peut ainsi faire référence à la présence de Satan dans la peinture du Pandémonium.
C'est aussi un lien avec l'écriture de Milton qui s'inspire de mythes païens pour son livre. Beaucoup de ses lecteurs ont pu remarqué la ressemblance avec l'Énéide de Virgile ou encore l'Odyssée d'Homère.

## Inspirations

### La destruction de Babylone par John Martin

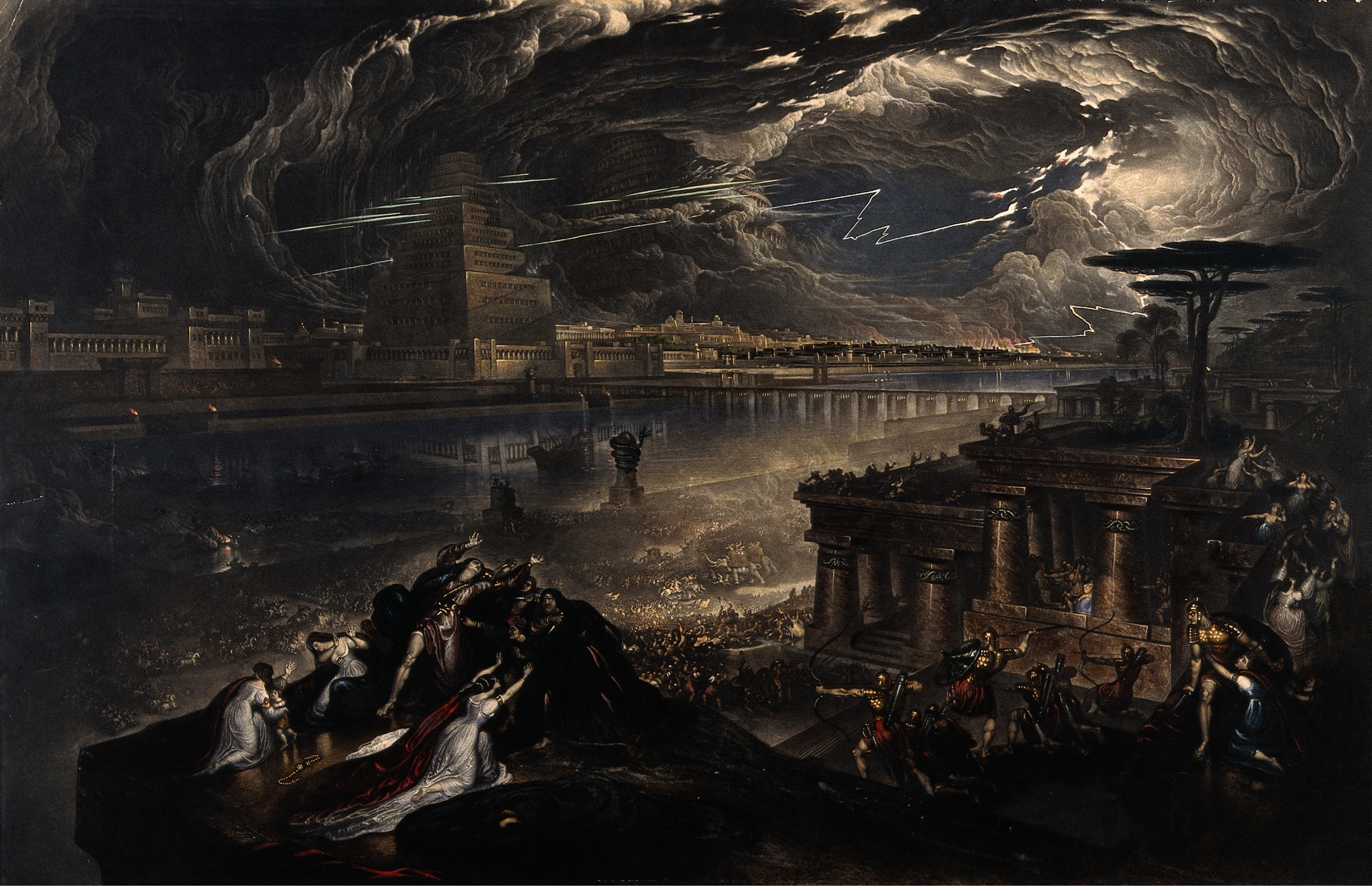
La destruction de Babylone de John Martin

La destruction de Babylone, exécuté en 1819, et Le Pandémonium sont des peintures de John Martin qui représente toutes les deux des scènes apocalyptiques, conséquences de la colère de Dieu. Ce qui explique certaines ressemblances et reprises faites par John Martin au moment de peindre Le Pandémonium.
Le palais de John Martin est surmonté d’une immense tour à droite dont on ne voit la fin, rappelant l'immense tour de Babel peinte dans son tableau La Destruction de Babylone . On peut voir que la tour du palais du Pandémonium est en effet semblable à la ziggurat de La destruction de Babylone. 
Enfin en haut à droite au dessus du Pandémonium jaillit un éclair d'un ciel sombre et rougeâtre,,. Cet éclair est aussi présent dans La Destruction de Babylone, rappelant la colère de Dieu.

### Le Palais de Westminster

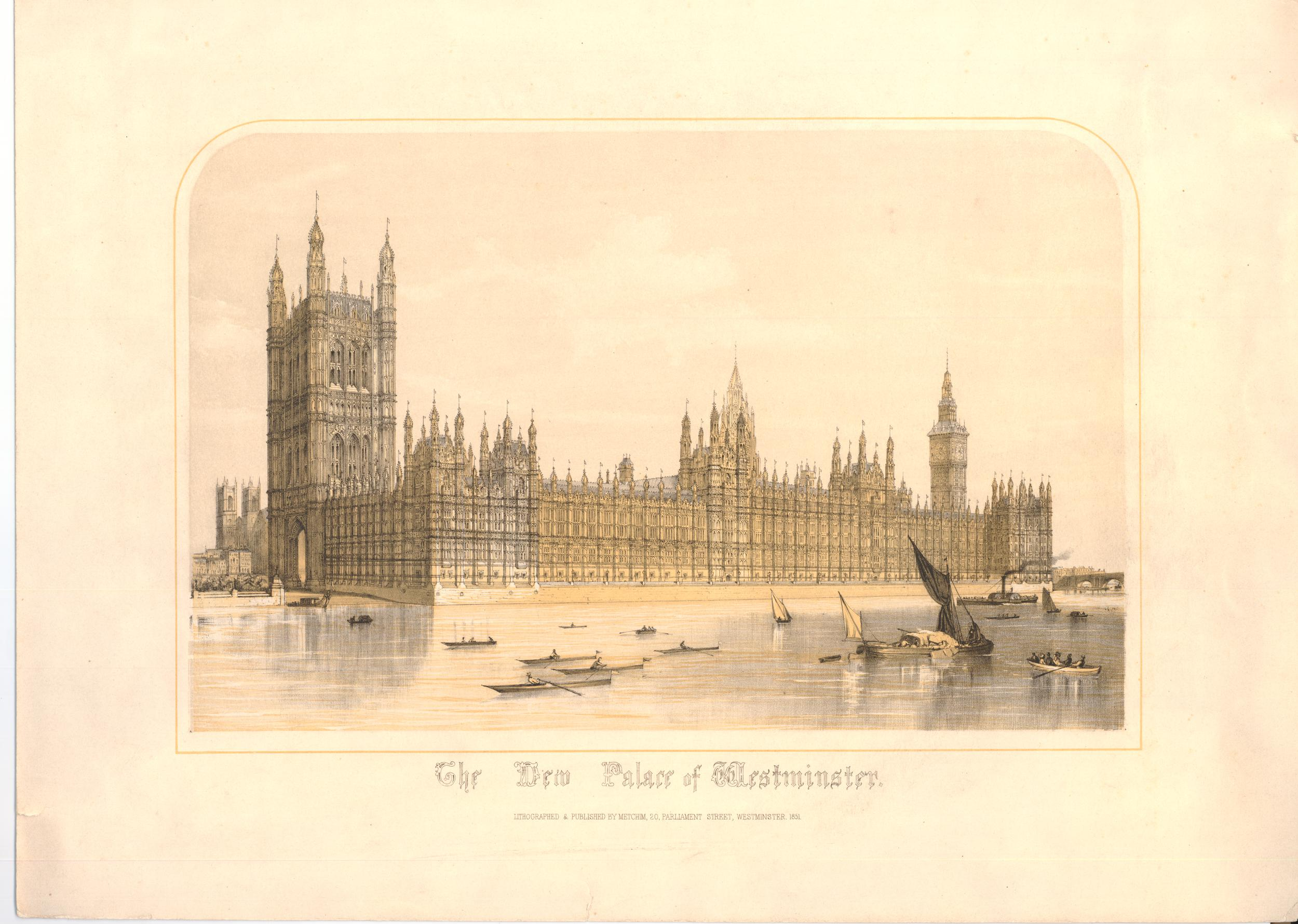
Palais du Westminster, Londres, Angleterre

Pour peindre le palais du Pandémonium John Martin s'est inspiré de l'architecture contemporaine de Londres. En effet à l'époque où Martin commence à peindre son œuvre, le Palais de Westminster a été détruit par un incendie en 1834. Des plans de reconstruction sont proposés et c'est l'architecte Charles Barry qui est chargé de sa restauration. C'est de son croquis de 1836, publié dans les journaux de l'époque, que John Martin s'inspire,. En 1841, au moment où il expose sa toile, le Palais de Westminster vient de commencer sa reconstruction, Martin n'a donc pas pu s'inspirer du vrai bâtiment.
Reprendre le croquis du Palais du Westminster pour représenter la capitale des démons peut cependant questionner. Cherchait-il à transmettre une vision prophétique sur la représentation de l’ambition démesurée de l’homme, et de sa soif inassouvissable de pouvoir ?

### Eidophusikon de Philip James de Loutherbourg

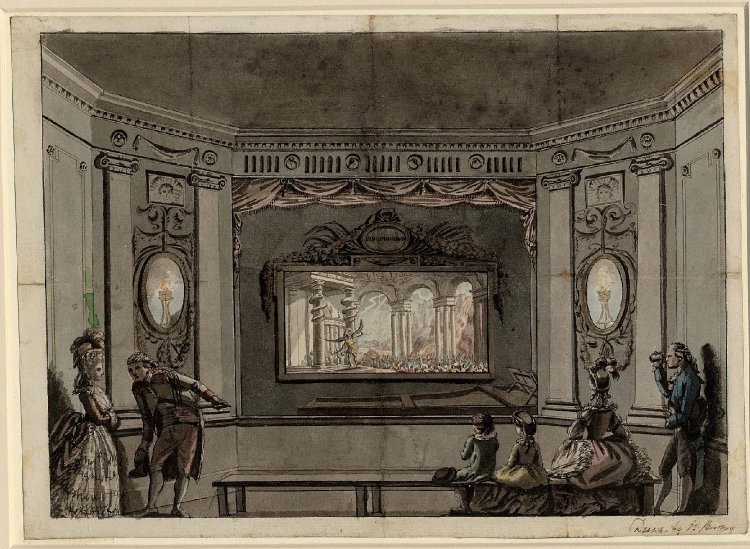
Eidophusikon de Philip James de Loutherbourg

Eidophusikon  (en grec: Ειδωφυσικον) de l'artiste anglais Philip James de Loutherbourg est l'une des inspirations de Martin. Son spectacle de 1781 à 1782 montre une scène nommée Satan arraying his troops on the banks of the fiery lake, with the rising of Pandemonium, from Milton.
John Martin, à l'instar de ses contemporains, reprend le principe de panorama mis en avant par Loutherbourg pour publier ses œuvres. En peignant des panoramas qui reprennent le thème de  ces peintures, Martin amène le public à s'intéresser à celles-ci à travers le divertissement.